# Acantonodella
Acantonodella is een geslacht van uitgestorven kreeftachtigen uit de klasse van de Ostracoda (mosselkreeftjes).

## Soorten
- Acantonodella lutkevitchi Zaspelova, 1952 †
- Acantonodella ornata Gurevich, 1963 †
- Acantonodella plana Copeland, 1977 †
- Acantonodella terciocornuta Zaspelova, 1952 †
- Acantonodella zadonica Zaspelova, 1952 †